# Alsókemence
Alsókemence (szlovákul: Nižná Kamenica) község Szlovákiában, a Kassai kerület Kassa-környéki járásában.

## Fekvése
Kassától 20 km-re északkeletre, az Eperjes–Tokaji-hegység nyugati oldalán található.

## Története
1347-ben „Kemenche” alakban említik először, a szinyei uradalomhoz tartozott. Zsigmond király 1390-ben a szinyei uradalmat Perényi Miklósnak adta. A Perényiek a 14–15. században a falu birtokosai. 1427-ben 31 portát számláltak a faluban, lakosainak száma 217 volt. Ekkor említik először Alsókemence néven. Később a lakosok száma lényegesen visszaesett. 1565-ben 11 lakóház és 9 zsellérház állt itt, míg 1601-ben mindössze 26 lakosa volt. A reformáció térhódításával a 17. századra a falu is református többségű lett. 1744-ben megépült a református templom is. 1746-ban 191-en lakták.
A 18. század végén Vályi András így ír róla: „Alsó, és Felső Kemencze. Két tót faluk Abaúj Várm. Alsónak földes Ura Kácsándi Uraság, amannak pedig több Uraságok, fekszik ez Regete Ruszkához közel, mellynek filiája, lakosai katolikusok, többen evangelikusok, és reformátusok, határbéli földgyei alsó Kemenczének jó termékenységűek, vagyonnyai jelesek, piatzozása Kassán nem meszsze, Felső Kemenczének pedig határja követses, és soványas, és piatzozása is tovább esik.”
1851-ben 368 lakosa volt, vegyesen szlovákok és magyarok. Fényes Elek 1851-ben kiadott geográfiai szótárában így ír a faluról: „Kemencze (Alsó), Dolni Kamenic, Abauj vmegyében, tót-magyar falu, Ránkhoz délre 1 órányira: 65 r. kath., 41 g. kath., 130 evang., 120 ref., 12 zsidó lak. Ref. szentegyház. Kastély. F. u. gr. Forgács. Ut. post. Szinye.”
Borovszky Samu monográfiasorozatának Abaúj-Torna vármegyét tárgyaló része szerint: „Északra innen fekszik Alsó-Kemencze, 80 házzal, 506 magyar és tótajku lakossal. Postája Bőd. Itt van özv. gróf Forgách Sándorné birtoka. Renaissance-izlésü kastélya, melyben remek téli kert is van, a vármegye legszebb parkjainak egyikében áll.”
A trianoni diktátumig Abaúj-Torna vármegye Füzéri járásához tartozott.

## Népessége
| Év:            | 1994. | 2004.   | 2014.    | 2024.    |
| -------------- | ----- | ------- | -------- | -------- |
| Emberek száma: | 473   | 488     | 553      | 718      |
| Eltérés:       |       | +3,17 % | +13,31 % | +29,83 % |

| Év:            | 2023. | 2024.   |
| -------------- | ----- | ------- |
| Emberek száma: | 683   | 718     |
| Eltérés:       |       | +5,12 % |

1910-ben 476-an, többségében szlovák anyanyelvűek lakták, jelentős magyar kisebbséggel.
2001-ben 489 lakosából 483 szlovák volt.
2011-ben 546 lakosából 506 szlovák volt.